# Joseph Léonard Richard
Pour les articles homonymes, voir Richard.
Joseph Leonard Richard, né le 11 janvier 1742 à Colombes et mort le 21 décembre 1797 à Paris, est un général de division de la Révolution française.

## États de service
Il entre en service en 1759, comme soldat aux Gardes Suisses, il passe sergent en 1763, et il est congédié en 1789. Il entre la même année comme sous-lieutenant de chasseurs dans la Garde parisienne soldée, et il est admis à la retraite en 1791. 
En août 1792, il prend la tête de la section armée des Champs-Élysées, et le 12 septembre il est nommé capitaine commandant une compagnie de volontaires des Champs-Élysées. Le 17 octobre 1792, il est élu lieutenant-colonel commandant le 3e bataillon de la République.
Il est promu général de brigade le 25 septembre 1793, et il est employé aux armées du Nord et de Sambre-et-Meuse. Le 1er décembre 1793, il commande le camp de Maubeuge, et le 18 juin 1794, il prend le commandement de la 1re brigade de la 8e division du général Montaigu. Il participe à la bataille de Fleurus le 26 juin 1794. Il est promu général de division avant la bataille de Aldenhoven le 2 octobre 1794
Le 13 juin 1795, il n’est pas compris dans la réorganisation des états-majors, et il est réformé le 3 novembre 1796. Le 7 novembre 1796, il est admis comme chef de brigade aux Invalides. 
Il meurt le 21 décembre 1797, à Paris.

## Sources
- (en) « Generals Who Served in the French Army during the Period 1789 - 1814: Eberle to Exelmans »
- Léon Hennet, Les volontaires nationaux pendant la Révolution, tome 3, Paris, Maison Quantin, 1906, p. 363.
- (pl) « Napoléon.org.pl »